# Mega Shark vs. Mecha Shark
 (janvier 2014).
Si vous disposez d'ouvrages ou d'articles de référence ou si vous connaissez des sites web de qualité traitant du thème abordé ici, merci de compléter l'article en donnant les références utiles à sa vérifiabilité et en les liant à la section « Notes et références ».
Série
Mega Shark vs. Crocosaurus
(2010) Mega Shark contre Kolossus
(2015)
Pour plus de détails, voir Fiche technique et Distribution.
Mega Shark vs. Mecha Shark est un film américain  réalisé par Emile Edwin Smith et produit par The Asylum, sorti directement en vidéo en 2014.
Il s'agit de la suite du film Mega Shark vs. Crocosaurus.

## Synopsis
Un mégalodon réapparait du fond des mers au large des côtes égyptiennes. Pour contrer cette nouvelle menace, le gouvernement américain met au point un projet top-secret : un requin mécanique gigantesque doté des mêmes caractéristiques que le mégalodon. Un couple de scientifiques pilote ce sous-marin ultra sophistiqué et affronte le mégalodon.

## Fiche technique
- Titre : Mega Shark vs. Mecha Shark
- Réalisation : Emile Edwin Smith
- Scénario : Jose Prendes et H. Perry Horton
- Direction artistique : Brittany Ruiz
- Costumes : Kelly Fluker
- Photographie : Alexander Yellen
- Montage : Rob Pallatina
- Musique : Isaac Sprintis
- Sociétés de production : The Asylum
- Langue de tournage : anglais
- Format : couleurs
- Durée : 85 minutes

## Distribution
- Christopher Judge : Jack Turner
- Elisabeth Röhm : Rosie Gray
- Deborah Gibson : Emma McNeil
- Beejan Land (en) : Roy

## Production

### Lieux de tournage
Le film a été tourné à Los Angeles et à Long Beach en Californie.

## Autour du film

### Suite
Une suite intitulée Mega Shark contre Kolossus est sortie en 2015.